# Hapalophragmium ornatum
Hapalophragmium ornatum är en svampart som beskrevs av Cummins 1960. Hapalophragmium ornatum ingår i släktet Hapalophragmium och familjen Raveneliaceae.   Inga underarter finns listade i Catalogue of Life.